# 广州美术学院
广州美术学院（英語：Guangzhou Academy of Fine Arts），是广东省乃至华南地区唯一一所高等美术学府，中國的八大美术学院之一，下設12个学院和1个附属中等美术学校，现有昌岗校区、大学城校区和佛山校区，各类在校生近萬人。

## 历史

### 前身

#### 廣東省立藝術專科學校
1940年4月廣東當局為培訓抗戰宣傳骨幹，在韶關市曲江縣塘灣設立廣東省戰時藝術院（後易名廣東省藝術館），收生由機關、團體、學校保送經考試錄取，學期設置三個月至半年。館長由時省教育廳長黃麟書兼任，胡根天任教導主任兼美術系主任，後由吳子復任美術主任。到1941年為迎合政府設計院校體制，改名廣東省立藝術專科學校，趙如琳任校長。由於敵機時常轟炸，創校以來到1945年光復前，周轉過連縣、上窯、羅定等地，有所謂“三易校名、十遷校址”之稱。
1945年秋光復，再遷校廣州，歷借寶華正中約第一小學，仲元圖書館，光孝寺等處辦學，收生二年制專科和一年制訓練班，設美術、音樂、戲劇三科。
1946年8月丁衍庸自重慶南下“空降”接任校長。原校長趙如琳出走南洋，教職員工多人辭職，並生出了許多事件。
1947年8月改二年制為三年制，增辦二年制圖音師範科。時在校生有二百人以上。時為省藝專建校五周年，經教育部核准學制被改為五年，光孝寺亦被政府批准為其校址。

#### 廣州市立藝術專科學校
學校由廣州市政府指令高劍父創建，於1947年初設越秀山鎮海樓，後遷海珠北路。設本科國畫、西洋畫組，和藝術師範科美術、音樂組，據計時有學生一百人左右。

#### 中南美术专科学校
1949年12月，廣州市軍事委員會派員主導下，省立和市立艺专被接管合併，再由华南文联接办改组为华南人民文学艺术学院。
1953年秋，由华南人民文学艺术学院美术系科、中南文艺学院美术系科和广西省立艺术专科学校美术系合并組成中南美术专科学校，校址設於湖北武昌。
1958年，中南美专迁回广州。同年8月更名为广州美术学院，开始招收本科生。

#### 广东人民艺术学院
1969年，广州美术学院与广州音乐专科学校、广东舞蹈学校合并为广东人民艺术学院，校址设于原广州美术学院。
1978年2月恢复广州美术学院原有建制，开始向全国招收研究生。
1982年具备硕士学位授予权，为全国首批取得硕士学位授予权的单位之一。
1986年开始招收继续教育学生。1998年，由各设计系、专业组成设计分院,于2004年更名为“设计学院”。1999年成立美术专业大专、本科程度的自学考试辅导中心。2002年成立继续教育分院，于2004年更名为“继续教育学院”。2014年，“继续教育学院”更名为“城市学院”。2004年开始举办研究生课程进修班。2004年，广东省教育厅批准广美成为中小学美术教师培训基地。

## 院系设置

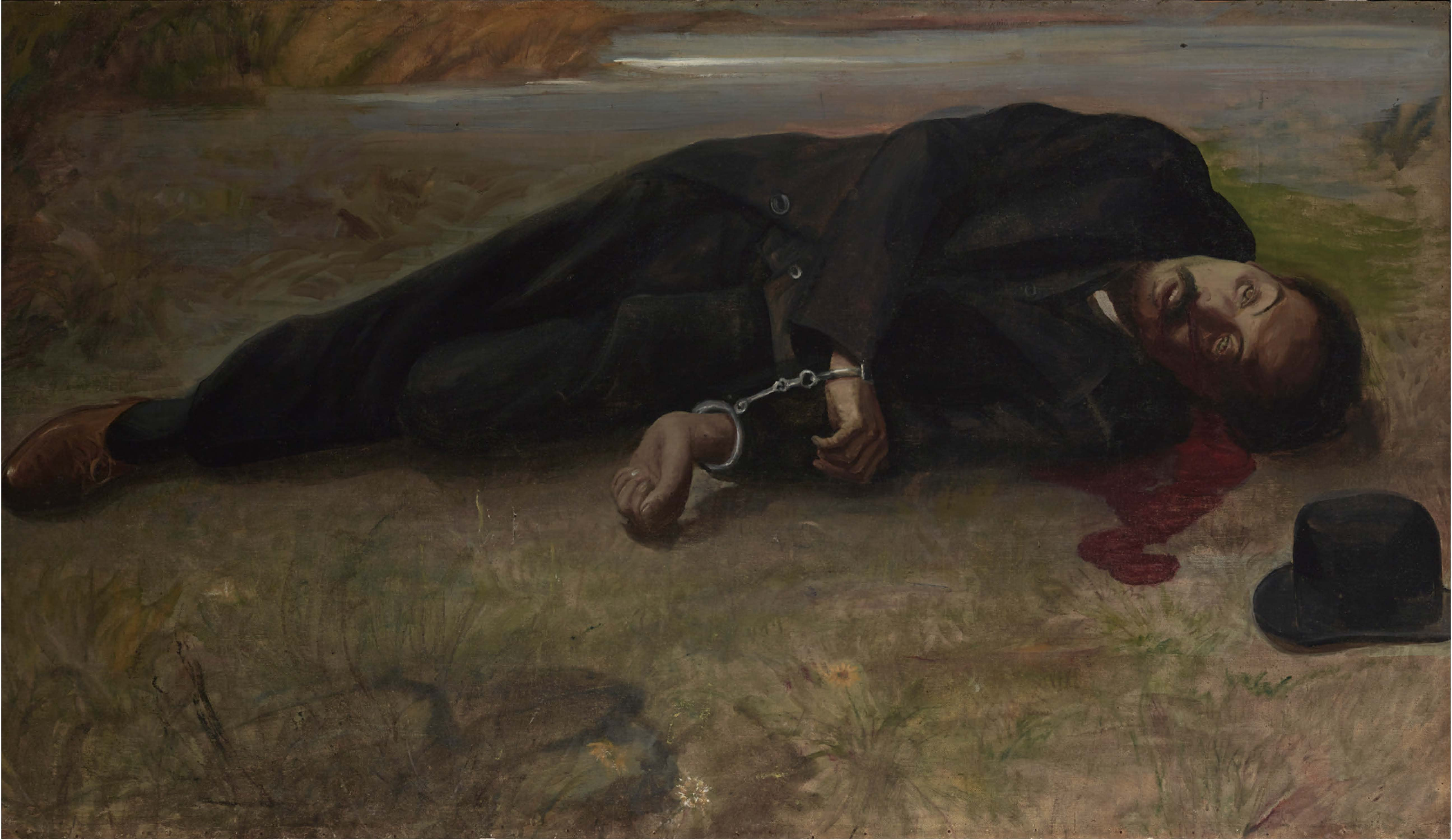
《二次革命失敗蔡烈士銳霆就義》1946年 李鐵夫 畫布油畫 廣州美術學院藏

中国画学院：
- 中国画专业
- 壁画专业
- 书法篆刻专业

绘画艺术学院：
- 油画系

- 版画系
- 水彩画系
- 绘画艺术基础部

雕塑与公共艺术学院：
- 雕塑专业
- 公共艺术专业

跨媒体艺术学院：
- 实验艺术专业

工业设计学院：
- 工业设计专业
- 家具艺术设计专业
- 服装设计专业
- 设计艺术学专业
- 染织艺术设计专业

视觉艺术设计学院：
- 视觉传达设计专业
- 动画专业
- 数字媒体艺术设计专业
- 书籍装帧艺术专业
- 插画专业

建筑艺术设计学院：
- 环境艺术设计专业
- 装饰艺术设计专业
- 风景园林（景观设计）专业
- 建筑学（建筑设计）专业

美术教育学院：
- 美术教育专业
- 绘画（水彩画）专业
- 展示设计专业
- 会展设计专业
- 综合美术（绘画方向）专业
- 摄影（摄影与数码艺术）专业
- 美术学（艺术类）

艺术与人文学院：
- 美术史系
- 美术学（文科类）
- 艺术管理学系

城市学院：
- 视觉传达设计（多媒体方向）
- 视觉传达设计（书籍装帧方向）
- 环境艺术设计
- 动漫设计（数字媒体艺术）
- 绘画（油画）
- 绘画（国画）
- 绘画（雕塑）
- 服装设计

## 校区
学院现有昌岗东路和广州大学城两个校区，总占地面积378,556平方米，形成"一校两区"的办学格局。
- 昌岗校区：用于发展研究生教育，以及同等学力研究生班和继续教育及附属中等教育事业。
- 大学城校区：以本科教育为主。
- 佛山校区：即湾区创新学院。

## 中華人民共和國成立后历任校长
- 胡一川 - 1953年 - 1982年
- 高永坚 - 1983年 - 1985年
- 郭绍纲 - 1985年 - 1992年
- 梁明诚 - 1992年 - 2000年6月
- 张治安 - 2000年 - 2004年
- 黎明 - 2004年 - 2018年
- 李劲堃 - 2018年 - 2022年9月
- 范勃 - 2022年9月 - 至今